# كارولين كوبر
كارولين كوبر (بالإنجليزية: Carolyn Cooper)‏ هي كاتِبة جامايكية، ولدت في 20 نوفمبر 1950 في كينغستون في جامايكا.